# St. Stephanus (Kreen)

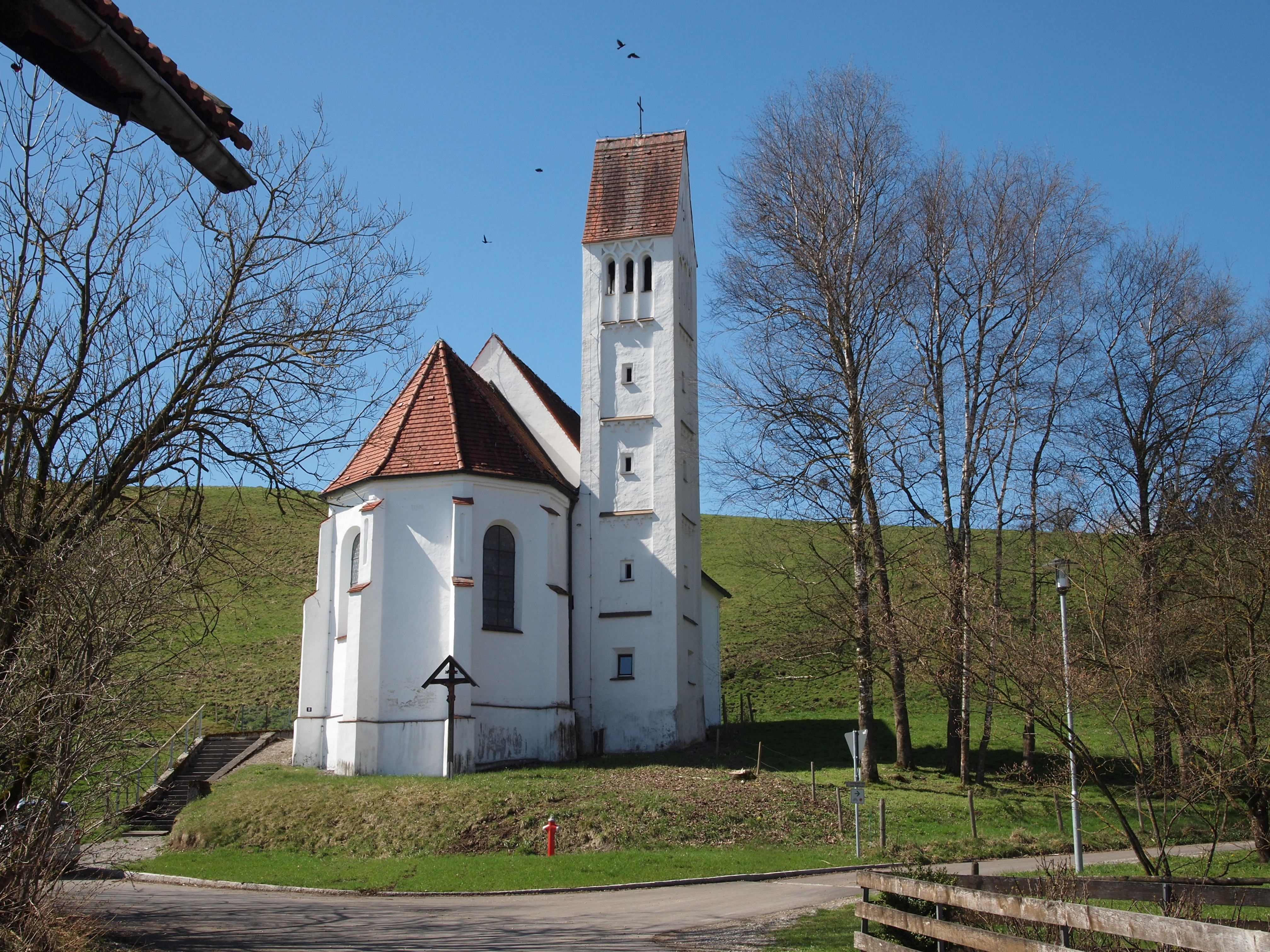
St. Stephanus in Kreen

Die römisch-katholische Filialkirche St. Stephanus steht in Kreen, einem Gemeindeteil von Biessenhofen im schwäbischen Landkreis Ostallgäu in Bayern. Das Bauwerk ist in der Liste der Baudenkmäler in Biessenhofen als Baudenkmal unter der Nummer D-7-77-112-21 eingetragen.

## Beschreibung
Die spätgotische Saalkirche wurde 1506 wohl unter Verwendung älterer Teile erbaut. Sie besteht aus einem Langhaus, einem eingezogenen, dreiseitig geschlossenen, von Strebepfeilern gestützten Chor im Osten und einem Chorflankenturm an der Nordwand des Chors, der quer mit einem Satteldach bedeckt ist. Sein oberstes Geschoss beherbergt hinter den als Triforien gestalteten Klangarkaden den Glockenstuhl. 
Im Innenraum des Langhauses wurde 1759 eine Flachdecke eingezogen. Der Innenraum des Chors ist mit einem Stichkappengewölbe überspannt. Die Fresken mit Stephanus im Chor und mit dem Gleichnis vom untreuen Knecht im Langhaus hat 1759 Anton Joseph Walch geschaffen. Der Hochaltar wurde 1685 gebaut.